# Системний розділ EFI

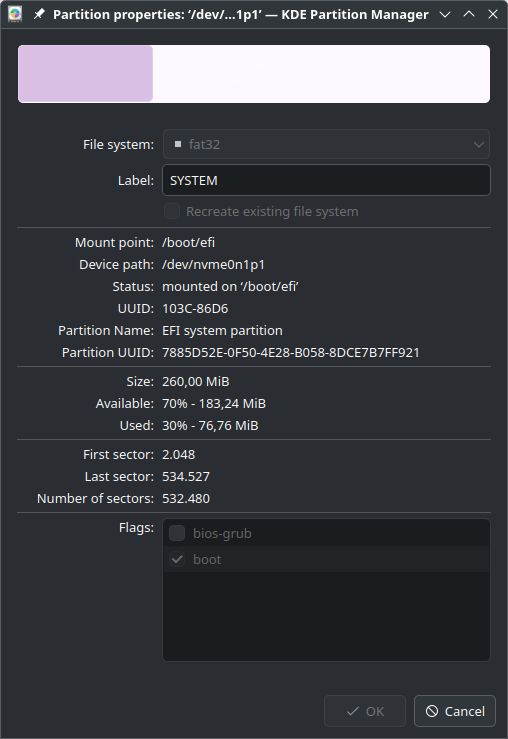
Приклад системного розділу EFI, показаний у KDE Partition Manager

Системний розділ EFI (Extensible Firmware Interface) (англ. EFI system partition або просто ESP) — це розділ на пристрої зберігання даних (зазвичай жорсткому диску або твердотільному накопичувачі), який використовується комп’ютерами з єдиним розширюваним інтерфейсом прошивки (UEFI). Під час завантаження комп'ютера прошивка UEFI завантажує файли, що зберігаються на ESP, для запуску операційних систем та різних утиліт.
ESP містить завантажувачі, менеджери завантаження або образи ядра встановлених операційних систем (які, зазвичай, містяться в інших розділах), файли драйверів пристроїв для апаратних пристроїв, присутніх у комп'ютері та використовуваних прошивкою під час завантаження, системні утиліти, призначені для запуску перед завантаженням операційної системи, та файли даних, такі як журнали помилок.

## Огляд
Системний розділ EFI відформатовано за допомогою файлової системи, специфікація якої базується на файловій системі FAT та підтримується як частина специфікації UEFI; таким чином, специфікація файлової системи не залежить від оригінальної специфікації FAT. Фактичний масштаб розбіжностей невідомий: Apple підтримує окремий інструмент, який слід використовувати на комп'ютерах Mac з процесорами Intel/x86-64,  тоді як інші системи чудово використовують утиліти FAT. Глобально унікальний ідентифікатор (GUID) для системного розділу EFI у схемі таблиці розділів GUID (GPT) – це C12A7328-F81F-11D2-BA4B-00A0C93EC93B, тоді як його ідентифікатор у схемі таблиці розділів головного завантажувального запису (MBR) це 0xEF . Диски з розділами як GPT, так і MBR можуть містити системний розділ EFI, оскільки для підтримки обох схем розділення потрібна прошивка UEFI. Також підтримується завантажувальний формат El Torito для CD-ROM та DVD.
UEFI забезпечує зворотну сумісність з застарілими системами, резервуючи перший блок (сектор) розділу для коду сумісності, фактично створюючи застарілий завантажувальний сектор. У застарілих системах на базі BIOS перший сектор розділу завантажується в пам'ять, і виконання передається цьому коду. Прошивка UEFI не виконує код у MBR, окрім випадків завантаження у режимі Legacy BIOS через модуль підтримки сумісності (CSM).
Специфікація UEFI вимагає повної підтримки таблиць розділів MBR. Однак деякі реалізації UEFI негайно перемикаються на завантаження через модуль підтримки сумісності, після виявлення певних типів таблиці розділів на завантажувальному диску, що ефективно запобігає завантаженню UEFI із системних розділів EFI, що містяться на дисках, розділених за MBR.
Прошивка UEFI підтримує завантаження зі знімних пристроїв зберігання даних, таких як USB-флеш-накопичувачі. Для цього знімний пристрій форматується у файловій системі FAT12, FAT16 або FAT32, тоді як завантажувач потрібно зберігати відповідно до стандартної ієрархії файлів ESP або шляхом надання повного шляху завантажувача до диспетчера завантаження системи. З іншого боку, на стаціонарних дисках завжди очікується FAT32.

## Використання

### Linux
GRUB 2, elilo та systemd-boot служать звичайними, повноцінними автономними менеджерами завантаження UEFI (також відомі як менеджери завантажувачів) для Linux. Після завантаження прошивкою UEFI вони можуть отримувати доступ до образів ядра та завантажувати їх з усіх пристроїв, розділів та файлових систем, які вони підтримують, не обмежуючись системним розділом EFI.
Точка монтування для системного розділу EFI залежить від використовуваного завантажувача. Старіші завантажувачі, такі як GRUB 2 та lilo/elilo, за замовчуванням використовують /boot/efi . Як варіант, systemd-boot надає перевагу /efi або /boot над /boot/efi через потенційні ускладнення з вкладеними монтуваннями autofs. Незалежно від шляху точки монтування, її вміст доступний після завантаження Linux.

#### Завантажувальний блок EFI ядра Linux
EFI Boot Stub дозволяє завантажувати образ ядра Linux без використання звичайного завантажувача UEFI. Маскуючи образ виконуваного файлу PE/COFF та відображаючи його в мікропрограмі як UEFI-додаток, образ ядра Linux з увімкненим EFI Boot Stub може бути безпосередньо завантажений та виконаний мікропрограмою UEFI. Такі образи ядра все ще можуть завантажуватися та запускатися завантажувачами на базі BIOS; таким чином, EFI Boot Stub дозволяє одному образу ядра працювати в будь-якому середовищі завантаження.
Підтримка ядра Linux для завантажувальної заглушки EFI вмикається шляхом увімкнення опції CONFIG_EFI_STUB (підтримка заглушки EFI) під час конфігурації ядра. Його було об'єднано з версією 3.3 основної лінійки ядра Linux, випущеною 18 березня 2012 року.
Systemd-boot — це простий менеджер завантаження UEFI, який завантажує та запускає налаштовані образи EFI, маючи доступ лише до системного розділу EFI. Фрагменти файлів конфігурації, образи ядра та образи initrd повинні знаходитися на системному розділі EFI, оскільки systemd-boot не підтримує доступ до файлів на інших розділах або файлових системах. Ядра Linux потрібно збирати з CONFIG_EFI_STUB=y, щоб їх можна було безпосередньо виконувати як образи UEFI.

### Apple

#### macOS наIntel(x86таx86-64)
На комп'ютерах Apple Mac з архітектурою процесора Intel x86-64 системний розділ EFI спочатку залишається порожнім і не використовується для завантаження macOS.
Однак системний розділ EFI використовується як область зберігання для оновлень прошивки та для завантажувача Microsoft Windows для комп'ютерів Mac, налаштованих на завантаження в розділ Windows за допомогою Boot Camp. 
Спеціальна прошивка Apple UEFI під назвою iBoot контролює логіку пошуку та завантаження завантажувачів. iBoot вибере потрібний завантажувач (можливо, налаштований за допомогою комбінацій клавіш запуску або NVRAM), за бажанням повертаючись до внутрішньої інсталяції macOS або системи відновлення під назвою recoveryOS.
Для старіших машин, з архітектурою Apple-Intel (до UEFI), системний розділ EFI мав бути відформатований у HFS+ . Сторонні завантажувачі потребували «благословення» спеціальною командою ioctl, перш ніж ставати завантажувальними прошивкою, що є пережитком благословення системних папок з класичної Mac OS. В іншому випадку немає жодних обмежень щодо того, які типи операційних систем EFI або завантажувачів можуть працювати на комп'ютері Apple на базі Intel.

#### iOS, iPadOS, macOS наApple Silicon(AArch64)
Пристрої на базі Apple silicon (AArch64), такі як iPhone, iPad та всі комп'ютери Mac, починаючи з 2023 року, не містять функцій EFI/UEFI і, відповідно, не використовують системні розділи EFI.

### Windows
Підтримка UEFI у Windows розпочалася у 2008 році з Windows Vista SP1.
Диспетчер завантаження Windows розташований у підпапці \EFI\Microsoft\Boot\ системного розділу EFI.
У Windows XP 64-розрядної версії та пізніших версіях доступ до системного розділу EFI отримується шляхом запуску mountvol. Команда  монтує системний розділ EFI на вказаному диску. Доступно лише на комп'ютерах на базі Itanium.